# Bourisp
Bourisp é uma comuna francesa na região administrativa de Occitânia, no departamento dos Altos Pirenéus. Estende-se por uma área de 1,9 km², Em 2010 a comuna tinha 168 habitantes (densidade: 88,4 hab./km²)..